# Buckinghamshire
Buckinghamshire (pronunciat /ˈbʌkɪŋəmʃər/ o /ˈbʌkɪŋəmʃɪər/), sovint abreujat Bucks, és un comtat de l'Anglaterra central, proper a Londres. Limita amb el Greater London al sud-est, Berkshire al sud, Oxfordshire a l'oest, Northamptonshire al nord, Bedfordshire al nord-est i Hertfordshire a l'est. És un comtat del tipus comtat cerimonial, ja que es va originar en època anglosaxona. Consta de quatre districtes no metropolitans més el districte metropolità anomenat Borough of Milton Keynes, que és una unitat autoritària. Encara que el comtat va sorgir amb relació a la població de Buckingham, la capital és a Aylesbury. Els representants del comtat són: el Lord Lieutenant i el High Sheriff. Destaca entre els comtats anglesos per tenir la renda per capita més alta i els millors resultats en educació.

## Geografia
El comtat es pot dividir geogràficament en dues seccions. La del sud va des del riu Tàmesi fins a les suaus vessants dels turons dels Chilterns, la del nord va des dels vessants més abruptes que baixen de la vall d'Aylesbury fins a una gran extensió de terra plana, per on passen les aigües del riu Gran Ouse.
El territori de Buckinghamshire inclou trams de dos dels rius més llargs d'Anglaterra. El Tàmesi marca el límit sud amb el comtat de Berkshire, que fa baixada cap a les poblacions d'Eton i Slough. El Gran Ouse neix poc abans d'entrar al comtat de Buckinghamshire, a Northamptonshire, i penetra en direcció est cap a les poblacions de Buckingham, Milton Keynes i Olney.
El tram principal del Grand Union Canal passa pel comtat des de Slough, Aylesbury, Wendover (en desús) i Buckingham (en desús). Aquest canal és el tret distintiu del paisatge de Milton Keynes.

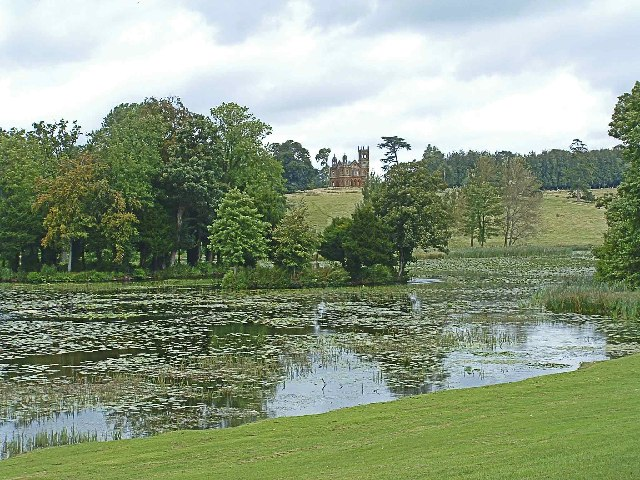
Parc de Stowe, entorn natural gestionat pel National Trust.

La part sud del comtat està dominada pels Chilterns. Els dos punt més elevats de Buckinghamshire estan en aquest massís de turons i són: Haddington Hill, al bosc de Wendover, on hi ha una fita que marca l'altitud de 267 metres sobre el nivell del ar i Coombe Hill, a prop de la ciutat de Wendover, a 260 metres d'altitud.
Aquests turons s'han explotat com a canteres per obtenir de la creta i de l'argila i el reble de la vall del riu, material per a la construcció. Actualment les canteres estan tancades i la zona és una reserva natural.

## Poblacions i habitants
El comtat cerimonial de Buckinghamshire està organitzat en 4 districtes no metropolitans i el districte metropolità anomenat Borough of Milton Keynes.
| districte                | ciutats principals             | habitants (2011) | extensió   | densitat de població (2011) | creixement estimat 2026 |
| ------------------------ | ------------------------------ | ---------------- | ---------- | --------------------------- | ----------------------- |
| Aylesbury Vale           | Aylesbury, Buckingham          | 174.137          | 902,75 km² | 193/km²                     | 213.000                 |
| Wycombe                  | High Wycombe, Marlow           | 171,.644         | 324,57 km² | 529/km²                     | 165.000                 |
| Chiltern                 | Amersham, Chesham              | 92.635           | 196,35 km² | 472/km²                     | 89.000                  |
| South Bucks              | Beaconsfield, Burnham          | 66.867           | 141,28 km² | 474/km²                     | 63.800                  |
| TOTAL C. no metropolità  |                                | 505.283          | 1565 km²   | 323/km²                     | 530.800                 |
| Borough of Milton Keynes | Milton Keynes, Newport Pagnell | 248.821          | 308,63 km² | 806/km²                     | 323.146                 |
| TOTAL C. cerimonial      | N/A                            | 754.104          | 1874 km²   | 402/km²                     | 853.946                 |

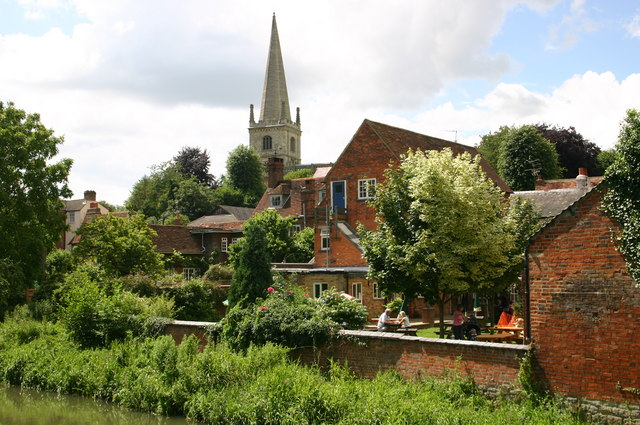
Església de Buckingham

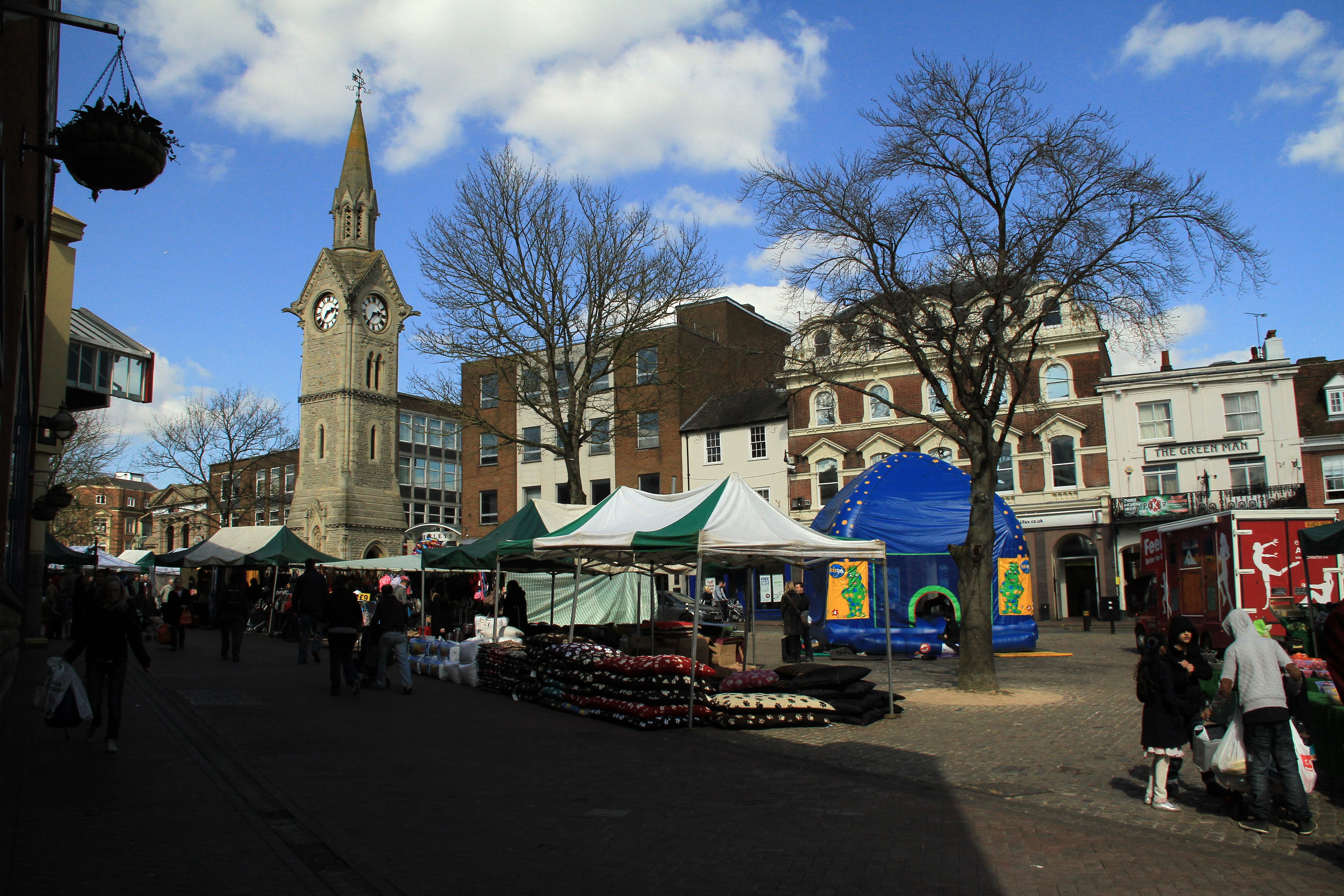
Plaça del mercat a Aylesbury

La següent llista ofereix el nombre d'habitants de les poblacions més habitades del comtat, segons el cens del 2011.
- Amersham (23.086 hab)
- Aylesbury (71.977 hab)
- Beaconsfield (13.797 hab)
- Bletchley
- Buckingham (12.890 hab)
- Chesham (22.356 hab)
- Gerrards Cross (20.633 hab)
- High Wycombe (120.256 hab)
- Marlow (18.261 hab)
- Milton Keynes (229.941 hab)
- Newport Pagnell (15.118 hab)
- Olney (6.477 hab)
- Princes Risborough (8.231 hab)
- Stony Stratford (7.735 hab)
- Wendover (7.702 hab)
- Winslow (4.407 hab)
- Wolverton (12.492 hab)

## Història

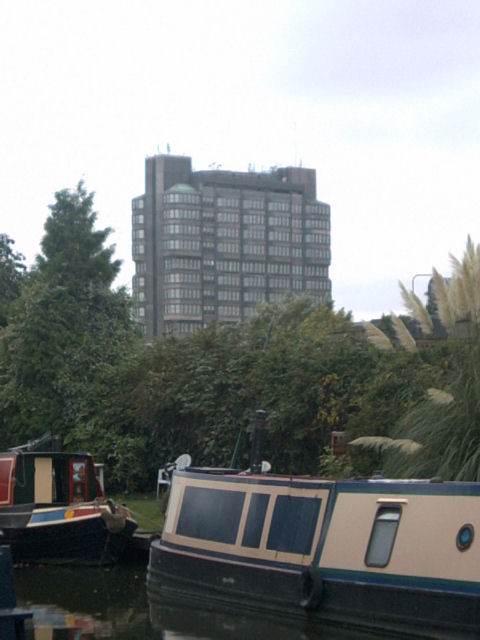
Edifici del Consell del Comtat, Aylesbury.

El nom del comtat deriva de Buckingham, una paraula d'origen anglosaxó que era la seu d'un antic clan, per tant, Buckinghamshire vol dir «el districte de la gent de Bucca». Aquest comtat ja existia al segle xii, i anteriorment quan era una subdivisió del regne de Mèrcia (585–919).
Els anglosaxons que li van donar el nom es van establir en un territori que ja estava ocupat per tribus celtes i que va rebre la visita dels romans. Posteriorment al període anglosaxó, el comtat va ser territori de pagesos sense cap fet especial fins que el rei Enric VIII d'Anglaterra va decidir intervenir directament en la política local. Un segle després, la guerra civil va esclatar enmig del comtat, instigada per John Hampden.
En l'època del Domesday Survey (1086) el comtat estava organitzat en 18 hundreds, probablement perquè el territori era més extens que el que va ser en èpoques posteriors, ja que al segle xiv nomes n'hi havia els següents vuit:
- Ashendon
- Aylesbury
- Buckingham
- Cottesloe
- Newport
- Burnham
- Desborough
- Stoke Hundred

Els tres darrers van formar durant un breu temps el districte dels Chilterns.
El canvi més important que va afectar el comtat va arribar al segle xix, quan l'epidèmia de còlera i les males collites van portar la fam a la contrada, fets que van forçar els camperols a migrar cap a les ciutats. Això va suposar un canvi gran en els sectors econòmics i a més va abaratir molt el preu de les terres just en el moment en què els rics tenien més oportunitat per viatjar, en conseqüència els rics van comprar antigues terres de conreu per instal·lar les seves segones residències i Buckinhamshire va esdevenir un lloc d'estiueig de la noblesa. Actualment, a causa de la relativa proximitat amb la capital hi ha molts residents del comtat que reballen a Londres.Tanmateix, no tot a Buckinghamshire és riquesa i benestar.
L'expansió de Londres i la instal·lació de línies ferroviàries va promoure el creixement de les ciutats del sud, com ara: Aylesbury, Amersham i High Wycombe, mentre que la capital del comtat, Buckingham, situada al nord, quedava aïllada d'aquest procés.
El comtat cerimonial de Buckinghamshire consisteix en l'àrea administrada pel Consell del Borough de Milton Keynes més l'àrea administrada pel Consell de Buckinghamshire County. El comtat té com a representant dues persones: el Lord Lieutenant i el High Sheriff. L'oficia del custodi (custos rotulorum) està compartida amb la del Lord Lieutenant des del 1702. El Consell de Buckinghamshire gestiona quatre cinquenes parts del territori i el Consell de Milton Keynes, que és una autoritat unitària a banda, gestiona la resta. El Consell del Comtat es va crear el 1889 i té la seu al carrer Walton Street d'Aylesbury.

## Escut i bandera

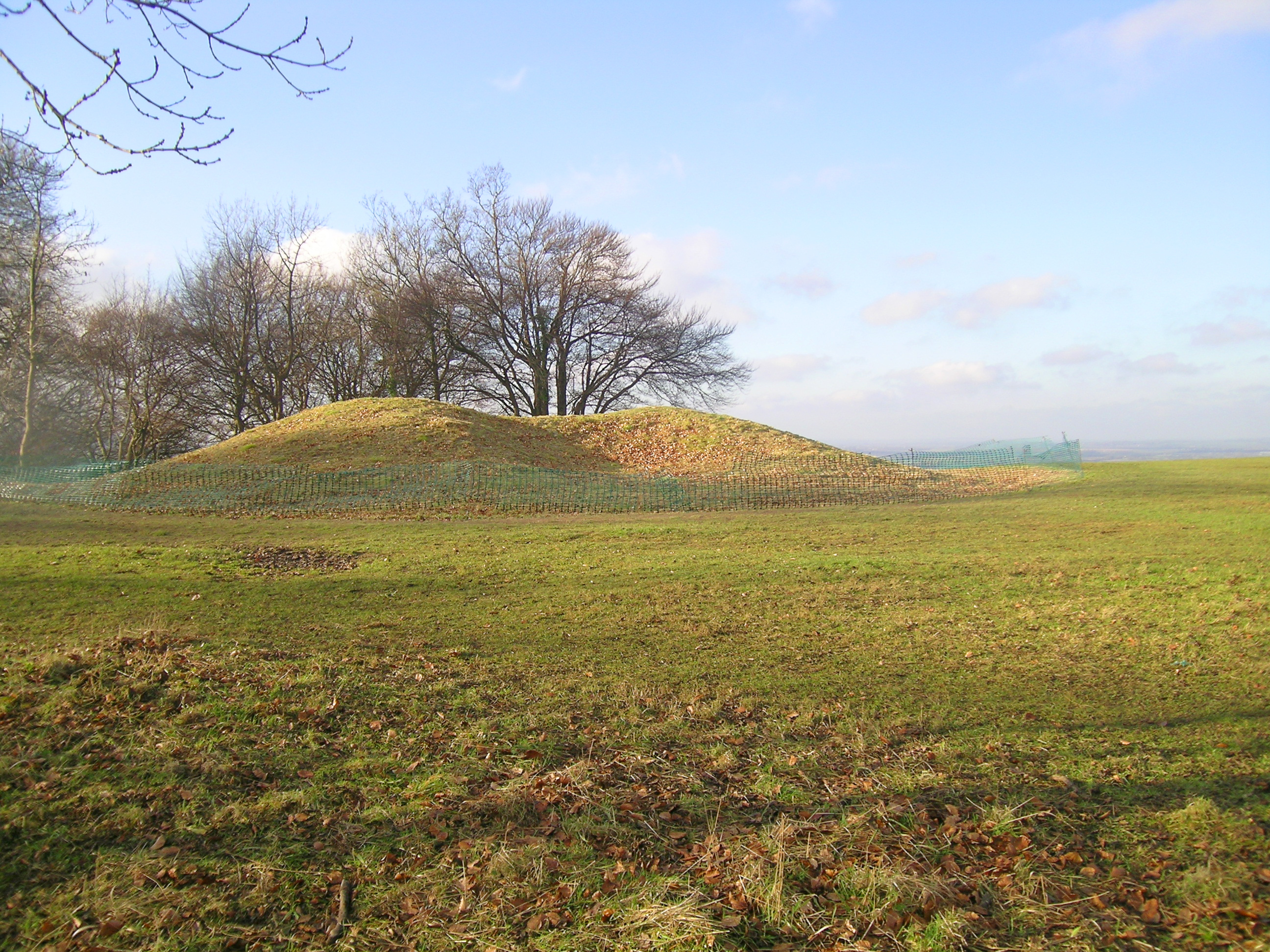
El Whiteleaf Hill, on s'han trobat restes d'un assentament neolític.

L'escut heràldic de Buckinghamshire mostra un cigne blanc amb cadenes. Data de l'època anglosaxona quan es criaven cignes per a plaure al rei. La cadena simbolitza que l'animal pertany al monarca, relació que encara s'aplica a qualsevol cigne salvatge del Regne Unit, doncs l'antiga llei segueix en vigor. Aquest disseny d'escut el va crear el duc de Buckingham després de la batalla d'Agincourt.
Per damunt del cigne hi ha una banda daurada al mig de la qual hi ha una creu blanca sobre un turó, que representa el turó de Whiteleaf Hill, els antics símbols del comtat. A sobre de l'escut es pot veure un faig que representa el bosc de Chiltern que temps enrere ocupava la major part de la contrada. Al costat esquerre de l'escut hi ha un mascle de cérvol, que és un joc de paraules, ja que en anglès aquest animal es diu buck, com el nom abreujat del comtat. A la banda dreta de l'escut hi ha un altre cigne blanc.
A baix hi ha una cinta amb l'emblema en llatí Vestigia Nulla Retrorsum que vol dir «no retrocedirem mai», adoptat per Humphrey Stafford, el primer duc de Buckingham.
La bandera del comtat té dues meitats, l'una negra i l'altra roja, amb un cigne blanc al mig.

## Economia

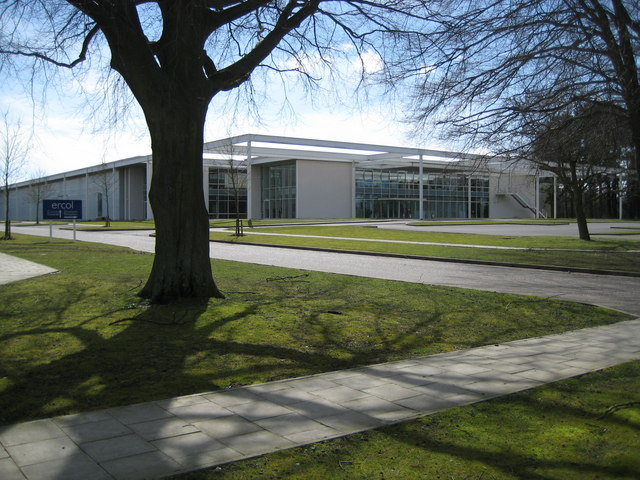
Fàbrica de mobles Ercol

L'economia de Buckinghamshire es basa principalment en el sector de serveis. Forma part de la regió econòmica NUTS-2 composta per: Berkshire, Buckinghamshire i Oxfordshire, que va ser la setena subregió més rica de la Unió Europea el 2002. Té la major renda per capita fora de Londres, el lloc on hi ha la major qualitat de vida, on l'esperança de vida és més alta i on es donen els millors resultats educatius. La part del comtat és la més pròspera i forma part del cinturó de ciutats residencials on els seus habitants treballen a Londres. Les terres són fèrtils però no totes s'aprofiten per al conreu, hi ha moltes finques amb residències d'esbarjo, entre les quals està la de la família de banquers Rothschild, propietaris des del segle xix. Al comtat s'hi celebren diverses fires agrícoles anuals, la més important és el Bucks County Show, que va començar el 1859. Hi ha indústries de fabricació de mobles, tradicionalment establertes a High Wycombe, indústria farmacèutica i de processament de productes agrícoles.
La següent taula ofereix l'evolució de l'economia del comtat comparada amb la de la regió, amb valors expressats en milions de lliures esterlines. La suma dels valors parcials no és igual al del valor total degut als arrodoniments.
| any  | valor afegit brut regional | sector primari | sector secundari | sector terciari | renda per capita |
| ---- | -------------------------- | -------------- | ---------------- | --------------- | ---------------- |
| 1995 | 6.008                      | 60             | 1.746            | 4.201           | 118              |
| 2000 | 8.389                      | 45             | 1.863            | 6.481           | 125              |
| 2003 | 9.171                      | 50             | 1.793            | 7.328           | 118              |